# Mars och Venus (skulptur)

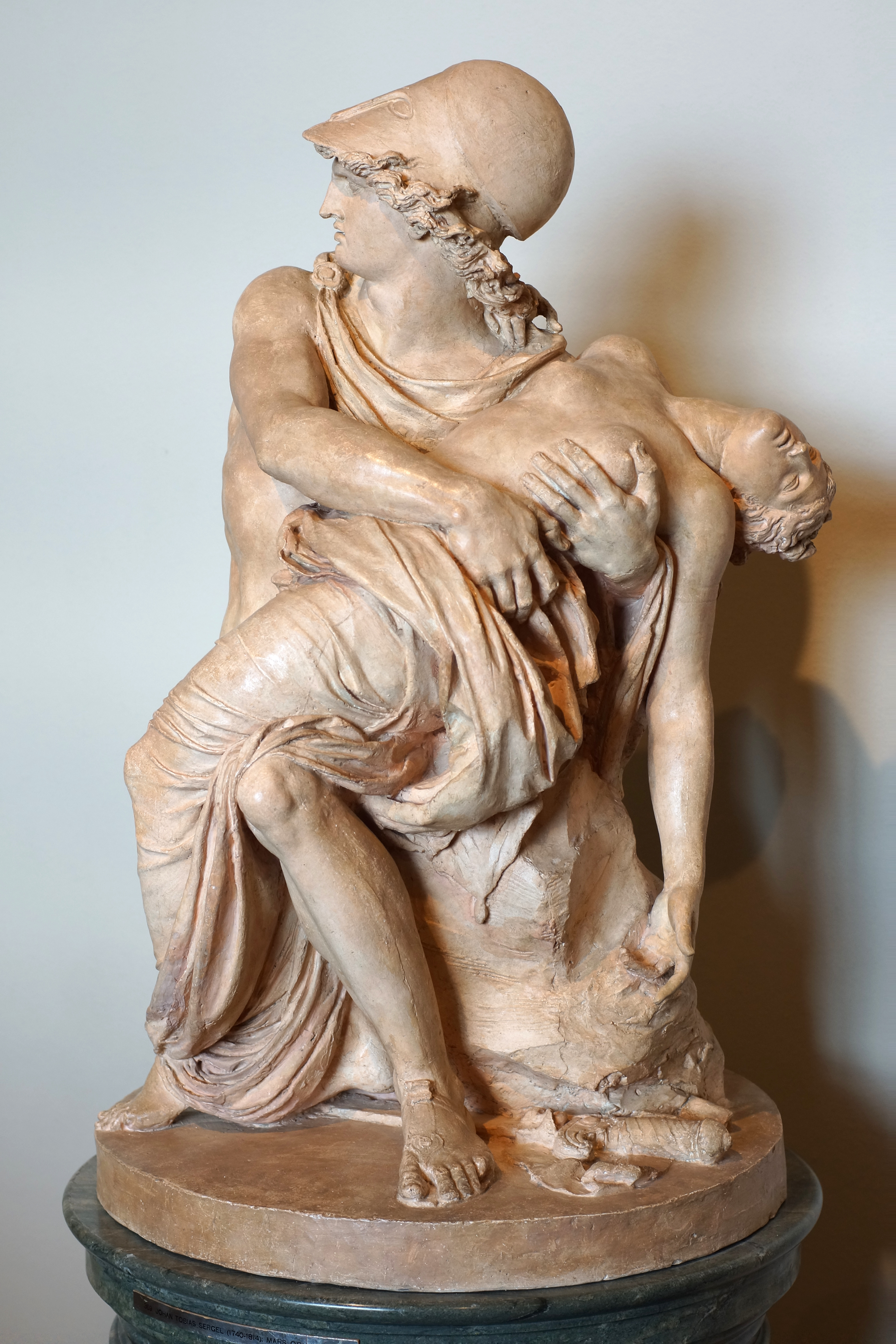
Gipsversion på Göteborgs konstmuseum

Mars och Venus är en skulpturgrupp från 1775 av den svenske konstnären Johan Tobias Sergel. Den avbildar den romerska kärleksgudinnan Venus som ligger sårad i krigsguden Mars händer. Den fullskaliga versionen är 93 centimeter hög.
Sergel hämtade inspiration från den antika skulpturen Döende gallern. Han påbörjade de första lerskisserna våren 1772 och utförde skulpturen i gips och terrakotta 1775. Mars och Venus ingår i en rad skulpturgrupper med motiv från klassisk mytologi, som Jupiter och Juno och Venus och Ankises. Mars och Venus var den enda av dessa som även kom att utföras i marmor. Marmorversionen beställdes i Rom 1775 av en engelsk adelsman, som dock dog innan den hann utföras. Den färdigställdes istället i Stockholm 1804 och köptes av Carl De Geer till Lövsta bruk. De Geers sondotter Elisabeth Wachtmeister testamenterade den 1918 till Nationalmuseum.